# Bandyklubba

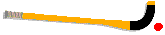
En bandyklubba och en bandyboll.

Bandyklubba är den klubba som används av bandyspelare för att spela bandy. Bandyklubbor ska vara gjorda av trä eller annat likvärdigt material. Träklubbor har ofta en glasfiber-strumpa på sig. En bandyklubbas bredd får ej överstiga 7 cm med eller utan bindning. Längden på en bandyklubba mäts längs yttersidan av böjningen, och den får ej överstiga 127 cm. Normalt får en bandyklubba ej vara hookad men i rinkbandy tillåts en hook på maximalt 4 cm.
Om en utespelare deltar i spelet utan att ha klubba, eller om någon del av klubban är trasig så ska denna utvisas.
Bandyklubban bör nå användaren till navelhöjd med skridskor på och klubbladet i backen. 
Exempel på märken:
- Boden
- RELEASE[1]
- Jofa
- Kosa
- Vänersborgsklubban
- X-bend